# Manfred Krüttner
Manfred Krüttner (* 30. März 1909 in Görlitz; † 24. Dezember 1992 in Salzburg) war ein österreichischer Politiker (VdU/WdU bzw. FPÖ) und Landesbeamter. Er war von 1950 bis 1974 Abgeordneter zum Salzburger Landtag und von 1969 bis 1974 dessen Zweiter Landtagspräsident-Stellvertreter.

## Ausbildung und Beruf
Krüttner absolvierte die Volksschule in Rentsch bei Bozen in Südtirol und übersiedelte 1922 mit seiner Familie nach Salzburg. Dort besuchte er zwischen 1922 und 1928 die Bundesrealschule, wobei er im Jahr 1928 die Matura ablegte. Krüttner studierte nach der Matura Geografie an den Universitäten Wien und Innsbruck und trat im Jahr 1939 in den Dienst der Salzburger Landesregierung, wobei er dort zwischen 1939 und 1945 als stellvertretender Landesplaner beschäftigt war. Parallel leistete er von 1942 bis 1945 seinen Kriegsdienst im Zweiten Weltkrieg ab. 1945 wurde er auf Grund seiner Mitgliedschaft in der NSDAP aus dem Dienst der Salzburger Landesregierung entlassen, jedoch 1952 wieder in deren Dienst gestellt.

## Politik und Funktionen
Krüttner war Mitglied der NSDAP und trat 1949 dem neu gegründeten Verband der Unabhängigen bei. Er war von 1949 bis 1954 Geschäftsführer des Verbandes der Unabhängigen in Salzburg und wurde am 23. Jänner 1950 als Abgeordneter des Salzburger Landtags angelobt. Er fungierte im Salzburger Landtag zwischen 1954 und 1969 als Klubobmann, wobei er nach der Gründung der Freiheitlichen Partei Österreichs zur neugegründeten Partei wechselte. Am 14. Mai 1969 wurde Krüttner zum Zweiten Landtagspräsidenten-Stellvertreter gewählt, wobei er dieses Amt bis zu seinem Ausscheiden aus dem Landtag am 21. Mai 1974 innehatte.
Krüttner war innerparteilich von 1949 bis 1975 auch Bezirksparteiobmann des VdU bzw. der FPÖ im Flachgau aktiv und auf Landesebene zwischen 1956 und 1975 Mitglied des Landesparteivorstandes. Zudem war er von 1956 bis 1985 Mitglied der Landesparteileitung der FPÖ Salzburg und von 1955 bis 1963 Mitglied der Bundesparteileitung der FPÖ. Auf lokalpolitischer Ebene wirkte er von 1949 bis 1954 als Mitglied des Gemeinderates der Stadt Salzburg.